# 하드리아누스
푸블리우스 아일리우스 트라야누스 하드리아누스(Publius Aelius Trajanus Hadrianus, 76년 1월 24일~138년 7월 10일)는 117년부터 138년까지의 로마 제국의 제14대 황제이다.
네르바 - 안토니누스 조(朝)의 제3대 황제이다. 제국령을 두루 시찰하여 제국 각지의 실정을 파악하는 데 주력한 한편 트라야누스 황제의 팽창주의 노선을 폐기하고 현실적인 판단을 토대로 변경 안정화로 전환하였다.

## 생애

### 황제 즉위에서 로마 귀환까지
76년 로마에서 태어났다고 하나, 원적(原籍)은 로마 제국의 식민지인 히스파니아 바이티카의 이탈리카라는 도시에서 태어났다고도 한다. 아버지는 푸블리우스 아일리우스 하드리아누스 아페르, 어머니는 도미티아 파울리나로서, 트라야누스 황제의 사촌 형제의 아들에 해당한다.
85년 먼 친척인 트라야누스 황제가 후견인이 됨으로써 로마로 거주지를 옮긴다. 93년(또는 94년), 18살의 나이로 20인 위원(委員)직을 맡아 민생 관련 업무를 수행하였고, 로마 제국 제2군단의 부관에 임명되면서 지휘관의 발판을 놓게 되었다. 나아가 96년에 제5마케도니카 군단의 지휘관, 97년 제12프리미게니아 군단의 지휘관으로 임명되어 판노니아, 하부 모이시아 및 게르마니아 수페리오르 각 속주에서 고급 장교의 임무를 수행해 공적을 세운다. 101년에 원수재무관(元首財務官)에 취임하여 트라야누스 황제의 비서로서 활약, 황제의 연설을 원로원(元老院)에서 대변하는 역할을 맡은 것도 이 무렵의 일이었다. 105년 호민관(護民官)에 취임하였고, 나아가 법무관으로 선출됨과 동시에 제1미네르바 군단의 사절, 군사령관으로서 제2차 다키아 전쟁에 참전하여 공적을 세웠고, 107년부터는 속주의 장관으로서 하부 판노니아를 다스렸다. 이때 쌓은 공적으로 이듬해 108년 명목상 황제 다음 가는 로마 제국의 관직인 보좌 집정관에 선출되었다.
114년부터 시작된 파르티아 전쟁에서도 군단 사령관으로 임명되어, 황제 트라야누스의 보좌역을 맡아 두터운 수완을 발휘한다. 117년 트라야누스는 하드리아누스를 시리아 속주의 총독(코메스)로 임명하였다. 병을 얻은 트라야누스는 하드리아누스를 대신 파르티아 원정군의 사령관으로 임명하고 로마로 돌아가지만, 도중에 킬리키아 속주의 셀리누스에서 사망하고 만다. 죽기 전 트라야누스는 하드리아누스를 자신의 양자로 지명했는데, 이것은 황후 폼페이아 플로티나의 지지가 있었기에 가능하였다.
8월 9일에 안티오키아에 머무르고 있던 하드리아누스에게 트라야누스의 양자가 되었음을 알리는 편지가 도착하고 이틀 뒤 트라야누스가 서거했다는 소식이 전해졌다. 이때 하드리아누스는 휘하 군대로부터 「임페라토르(황제)」라 불렸고, 이 날이 하드리아누스의 공식적인 「즉위날」이 되었다. 하드리아누스는 셀리누스로 가서 조문을 표한 뒤, 다시 시리아로 돌아갔다. 그 뒤 동부 변경의 안정을 위해 속주 메소포타미아 속주와 아르메니아 속주를 포기한다는 처리와 함께, 야만족의 침입으로 불온한 정세에 놓인 도나우강 유역에서 물러나 속주 다키아와 모이시아를 재편성하고 이듬해 7월에야 로마로 돌아왔다.
하드리아누스의 제위 계승에 대해 일부 원로원 의원들은 이견을 드러냈는데, 이때 하드리아누스의 후견인이던 심복 근위장관 푸블리우스 아킬리우스 아티아누스가 예방적 차원의 처치로서 「원로원의 명령에 따라」, 집정관을 맡았던 유력한 원로원 의원 4명을 살해했다(하드리아누스의 명령이었다고 보는 연구자도 있다).

### 하드리아누스 황제의 업적
하드리아누스 황제의 치세에 이루어진 특기할 만한 사실들은
- 속주 메소포타니아와 아르메니아의 포기와 동부 변경 안정화, 방벽(防壁) 건조 등을 통한 제국 주변 지역 방어책의 정비
- 로마 제국 전체의 통합과 평준화
- 두 차례에 걸치는 장기간의 순찰 여행
- 관료 제도의 확립과 행정제도의 정비
- 법 제도 개혁

이 있다.
그가 황제로 취임할 때, 선제 트라야누스의 적극적인 정책에 의해 제국의 판도는 최대에 이르렀었다. 트라야누스 황제는 일찍이 다키아를 속주로 삼았고, 파르티아 전쟁에서 메소포타미아, 아시리아, 아르메니아를 속주로 삼았으며, 치세 말기에는 로마 제국 역사상 가장 넓은 판도를 실현시켰다. 그러나 동방에 인접해 있던 파르티아와의 분쟁이 끊이지 않았다. 이러한 상황에 비추어 하드리아누스는 외교 기조를 공세에서 수세로 전환하고, 유프라테스강 동쪽의 메소포타미아와 아시리아, 아르메니아 속주를 포기하는 대신 동방의 변경을 안정시키는데 힘썼다.
하드리아누스는 제국의 통일을 위해서는 평화가 필수불가결한 것임을 충분히 인식하고 있었고, 제국의 동부 이외에도 제국의 방어력을 정비하는데 힘썼다. 군사적인 요충지에는 방벽(리메스) 구축으로 천연의 요새를 지어 제국을 방비했다. 그 중에서도 칼레도니아인과의 분쟁이 있었던 브리타니아 북부에도 방벽을 구축하였다. 보통 「하드리아누스 방벽(하드리아누스의 벽)」이라고 불리는 것이다. 게르만인과의 경계였던 라인강이나 도나우강 지역, 북아프리카에도 방벽이 지어졌다. 그리고 황제 스스로가 군기를 철저하게 바로잡고자 하여 순찰 여행 도중에도 현장에서 병사 훈련을 사찰했고, 직접 지시를 내리기도 했다. 또한 군단에 현지 병사를 채용함으로써 군단의 규모를 안정시키고 군비를 절약하였다.
파르티아 문제를 수습한 뒤, 하드리아누스는 제국 내의 여러 문제를 해결하는데 주력하였다. 우선 속주를 대하는 자세를 바꾸어 속주의 중요성을 강조하는 동시에 이탈리아와의 일체화에 노력을 기울여, 하드리아누스 자신도 두 차례에 걸친 장기간의 순찰 여행에 나섰다. 여행 목적은 제국 방비의 재정비와 제국 행정의 조사, 통합의 상징으로서 황제 자신을 주지시키며 제국 각지(특히 길리시아화된 지역)의 순찰에 있었으며, 건설 관계자를 동반하는 등 공공 부분의 공사도 함께 행해졌다. 20년간 3차례에 걸친 제국 전역을 시찰하여 제국 영토의 방위나 각지에서 일어나는 반란에 대한 대처, 통치 기구 정비 등 제국 내부를 튼실하게 만드는 데 충실하게 노력하여 제국을 재구축한 황제로 불린다. 특히 통치 기구 정비가 매우 철저하여 그가 구축한 관료 기구는 제국의 기초를 마련하고 후세의 모범이 되었다.
하드리아누스는 정치적으로도 뛰어난 업적을 이룩했지만, 군사면에서도 우수하였다. 군대의 규율 개정에 의한 군 내부를 개혁시켰으며, 용병술에 뛰어난 하드리아누스 덕분에 로마군은 연전 연승이었다. 또 전투 상황일 때는 앞장서서 지휘를 하였기 때문에, 군대의 사기를 크게 높였다.
하드리아누스는 법 제도의 정비를 추진하여 사르비우스 율리아누스에게 명하여 『영구고시록(永久告示錄)』이라 불리는 법전을 편찬하게 한다(완성은 131년경으로 서로마 제국이 멸망한 뒤인 6세기까지 사용되었다). 이것은 법무관이 내리던 기존의 고시(속주 총독이나 심판인의 법의 근원)들을 집대성한 것이었다. 훗날 동로마 제국 유스티니아누스의 시대에 이들을 토대로 『유스티니아누스 법전』(『로마법 대전』)이 편찬되었다.
130년에는 제1차 유대-로마 전쟁 때에 파괴되어 방치되어 있던 예루살렘을 로마풍의 도시로 건설하여, 자신의 씨족명 「아일리아」를 붙인 식민도시 「아일리아 카피톨리나」라 명명하였고, 132년에는 유대인들의 할례를 금지했다. 이에 유대인들은 조직적인 대규모 반란을 일으킨다(바르 코크바의 반란). 하드리아누스는 다른 속주로부터 군단을 동원하여 3년 만인 135년에 반란을 진압하였다. 이러한 반란의 결과로 유대 지방은 「속주 시리아 ・ 팔레스티나」라 명칭이 바뀌었고 유대라는 이름은 사라졌으며, 유대인들은 제국 각지로 대규모 이산되고(디아스포라) 이후 예루살렘 시내에 거주하는 것이 제한되었다(예루살렘에서의 야훼 숭배도 금지되었다).

### 황제와 원로원의 관계
치세 동안 하드리아누스는 국내, 외적으로 눈부신 성과를 거두었지만, 로마 원로원에는 하드리아누스의 정책을 좋게 생각하지 않는 사람도 존재했다.
일단 하드리아누스 치세 초기에 집정관 경력이 있었던 원로원 의원 네 명이 살해된 것이 이를 보여준다 하드리아누스는 방위에 필요한 병력과 유지비 등의 부담이 늘어나 결국 제국이 버티지 못할 것이라고 판단했고, 그러한 판단 아래 메소포타미아와 아시리아, 아르메니아에서 철수한다는 현실 노선으로 전환했다. 그러나 당시 원로원에는 실제로 전장을 누비며 영토 확장에 공헌한 자들도 있어, 하드리아누스의 온건한 대외 정책을 비판했던 것이다. 원로원 일부의 거센 반발에 하드리아누스의 지지자들은 반대파 거물 네 명을 숙청하는 강경책으로 대처했다.
치세 말기 후계자를 선출할 때에도 의견이 맞지 않아, 황제의 의형제 율리우스 우르수스 세르비아누스와 그 손자 페다니우스 푸스쿠스를 자살로 몰아갔다. 황제의 치세 말기 하드리아누스와 원로원의 관계는 긴장 상태에 있었다(그러나 몇몇 그룹과의 관계가 긴장 상태였을 뿐이라고 보기도 한다).
말년에 그는 병상에 누워서 안토니누스를 양아들로 삼아 자신의 후계자로 결정했다. 황제가 서거한 뒤에는 하드리아누스를 신격화하여 국가신(國家神)의 반열에 올리는 것조차 반대하는 움직임이 있었는데, 이 경우 신격화되지 못한 채 도미티아누스처럼 「기록 말살형」에 처해져 하드리아누스의 통치에 관련된 모든 기록이 말소될 수 있었다. 황제의 후계자가 된 안토니누스는 눈물을 흘려가며 필사적으로 원로원 설득에 힘썼고, 하드리아누스 황제의 신격화에 대한 원로원의 동의를 얻어냈다. 이후 안토니누스는 「경건한 안토니누스(안토니누스 피우스)」라 불리게 되었다.
로마 황제의 업적을 기리는 비석이 많이 세워졌던 로마에서 5현제의 한 사람으로 알려진 하드리아누스의 순행을 기리는 비석은 발견되지 않고 있다.

### 기타
문화적으로는 118년, 로마 근교의 티볼리에 대규모의 별장 빌라 하드리아누스의 건설을 시작하였고 동시에 후세의 신고전주의(新古典主義) 건축에 큰 영향을 준, 로마에 오늘날까지 남아 있는 판테온 신전의 재건에 착수했다. 그 외에도 로마의 베누스와 로마 신전 등 각지에 많은 건축 사업을 벌였다.
사생활의 면에서 비티니아의 미청년 애인 안티누스를 총애하여 속주 아이깁투스(이집트) 시찰 중에 그 미청년이 나일강에서 사고사한 뒤에는 그를 신격화하여 신전을 세우고 도시 안티누폴리스를 지었으며, 제국 내에 안티누스의 상을 세우고 천공에 안티누스가 거할 자리를 짓게 했다고도 전한다.
몸이 튼튼했지만 만년에는 컨디션 불량에 시달렸고, 여러 차례 자살을 시도하기도 했다(성공 직전에 늘 노예에게 들켜 제지되곤 했다). 또한 자신의 후계자로 처음 지정했던 루키우스 아일리우스 카이사르(Lucius Aelius)가 138년 1월에 사망하기도 했는데, 다음 달에 다시 안티누스(Antinous 또는 antinoös)를 자신의 후계자로 삼았다. 그리고 138년 7월에 바이아이(Baiae)의 별장에서 62세로 서거하였다.

## 같이 보기
- 안티누스

- 로마 황제 연대표

| 전임 트라야누스 | 제14대 로마 제국 황제 117년 - 138년 | 후임 안토니누스 피우스 |